# Vareilles (Yonne)
Pour les articles homonymes, voir Vareilles.
Vareilles est une ancienne commune française, située dans le département de l'Yonne en région Bourgogne-Franche-Comté, devenue, le 1er janvier 2016, une commune déléguée de la commune nouvelle des Vallées-de-la-Vanne.

## Géographie
Vareilles est proche de la vallée de la Vanne. Le village des eaux vives a été édifié au creux d'une dépression formée par les dernières pentes septentrionales de la forêt d'Othe.
Vareilles tire son nom de sa situation géographique. Taverdet explique le nom par un dérivé du bas-latin vallicula : la petite vallée, devenu par dissimilation Varicula (Pierre Millat).

### Localisation
Vareilles est situé dans la région naturelle du Pays d'Othe même si la commune se trouve à proximité de ses limites communément admises.
Administrativement, la commune est membre de la communauté de communes de la Vanne et du Pays d'Othe, nommé ainsi en référence à la rivière Vanne qui passe à proximité du village.

## Histoire

### Préhistoire
Les Noues, Les Grèves, La Corne du Chat, Les Grolois, Le Bois du Chat, La Côte d’Enfer, autant de lieux où l'homme primitif vécut de bonne heure sur le territoire de Vareilles.
On présume que le peuplement humain était déjà très dense à l'époque du renne.
Des meules néolithiques et des percuteurs datant de l'âge de la pierre taillée (entre 5 500 et 2 500 av. J.-C.) ont été retrouvés sur le finage de Vareilles. Il est même certain que l'exportation de ces silex taillés a contribué à créer d'importantes relations avec les peuplades voisines.
Les Galates, venant d'Asie, sont arrivés vers 500 à 300 av. J.-C. Ils possédaient l'art de fondre le fer. Ils trouvèrent dans la forêt d'Othe le minerai de fer et le bois nécessaire pour le fondre.
Vinrent ensuite les Celtes de la Tene (site suisse) qui développèrent l'artisanat, le commerce et la langue.

### Antiquité
Au carrefour de deux voies romaines et près de nombreux points d’eau (La Vanne, le ru de Vareilles, les Fontenottes, la Source dite de Saint Léger et la leitumière) une fouille a révélé les restes d’un ensemble de bâtiments probablement des IIe et IIIe siècles. Les vestiges évoquent un établissement à vocation agricole entourant une villa à fonction résidentielle dont le décor intérieur associait des peintures murales et des éléments d’architecture en pierre calcaire, du marbre ainsi que des mosaïques datant du Ier siècle au VIe siècle.

### Moyen Âge
Vers l’an 830 Dame Rotlaus épouse de Mainier II Comte de Sens fit donation aux Bénédictins de Saint Rémy de Sens d’un terrain pour y construire une Abbaye.
Le 6 novembre 835 fut décidé, par Saint Aldric Archevêque de Sens, le transfert, du Monastère de Saint Rémy de Sens à Vareilles.
Le 1er novembre 847 a lieu la consécration de l’Abbaye Saint Rémy de Vareilles par Rainlandus, abbé.
Le 7 novembre 886, destruction du Monastère de Saint Rémy de Vareilles par les Normands ; les moines se réfugient à Sens.
En 1188 construction du Prieuré Saint Léger pour loger des moines assurant la gestion de leurs biens à Vareilles et cela jusqu’à la Révolution.
À la Révolution, le Prieuré et les terres furent vendus comme biens nationaux.

## Politique et administration
| Période    | Période  | Identité         | Étiquette | Qualité |
| ---------- | -------- | ---------------- | --------- | ------- |
| avant 1988 | ?        | Maurice Jaugeas  |           |         |
| avant 1995 | 2014     | Maurice Simonnet |           |         |
| mars 2014  | En cours | Bernard Romieux  |           |         |

## Démographie
L'évolution du nombre d'habitants est connue à travers les recensements de la population effectués dans la commune depuis 1793. À partir du 1er janvier 2009, les populations légales des communes sont publiées annuellement dans le cadre d'un recensement qui repose désormais sur une collecte d'information annuelle, concernant successivement tous les territoires communaux au cours d'une période de cinq ans. 
Pour les communes de moins de 10 000 habitants, une enquête de recensement portant sur toute la population est réalisée tous les cinq ans, les populations légales des années intermédiaires étant quant à elles estimées par interpolation ou extrapolation. Pour la commune, le premier recensement exhaustif entrant dans le cadre du nouveau dispositif a été réalisé en 2004,.
En 2013, la commune comptait 238 habitants, en évolution de +11,74 % par rapport à 2008 (Yonne : −0,46 %, France hors Mayotte : +2,49 %).
| 1793 | 1800 | 1806 | 1821 | 1831 | 1836 | 1841 | 1846 | 1851 |
| ---- | ---- | ---- | ---- | ---- | ---- | ---- | ---- | ---- |
| 292  | 252  | 226  | 279  | 271  | 270  | 298  | 338  | 364  |

| 1856 | 1861 | 1866 | 1872 | 1876 | 1881 | 1886 | 1891 | 1896 |
| ---- | ---- | ---- | ---- | ---- | ---- | ---- | ---- | ---- |
| 367  | 365  | 362  | 338  | 345  | 313  | 293  | 308  | 303  |

| 1901 | 1906 | 1911 | 1921 | 1926 | 1931 | 1936 | 1946 | 1954 |
| ---- | ---- | ---- | ---- | ---- | ---- | ---- | ---- | ---- |
| 275  | 244  | 228  | 189  | 198  | 194  | 181  | 221  | 189  |

| 1962 | 1968 | 1975 | 1982 | 1990 | 1999 | 2004 | 2009 | 2013 |
| ---- | ---- | ---- | ---- | ---- | ---- | ---- | ---- | ---- |
| 186  | 151  | 120  | 152  | 174  | 199  | 196  | 219  | 238  |

## Lieux et monuments
Ferme des Prés,  Inscrit MH (1996).

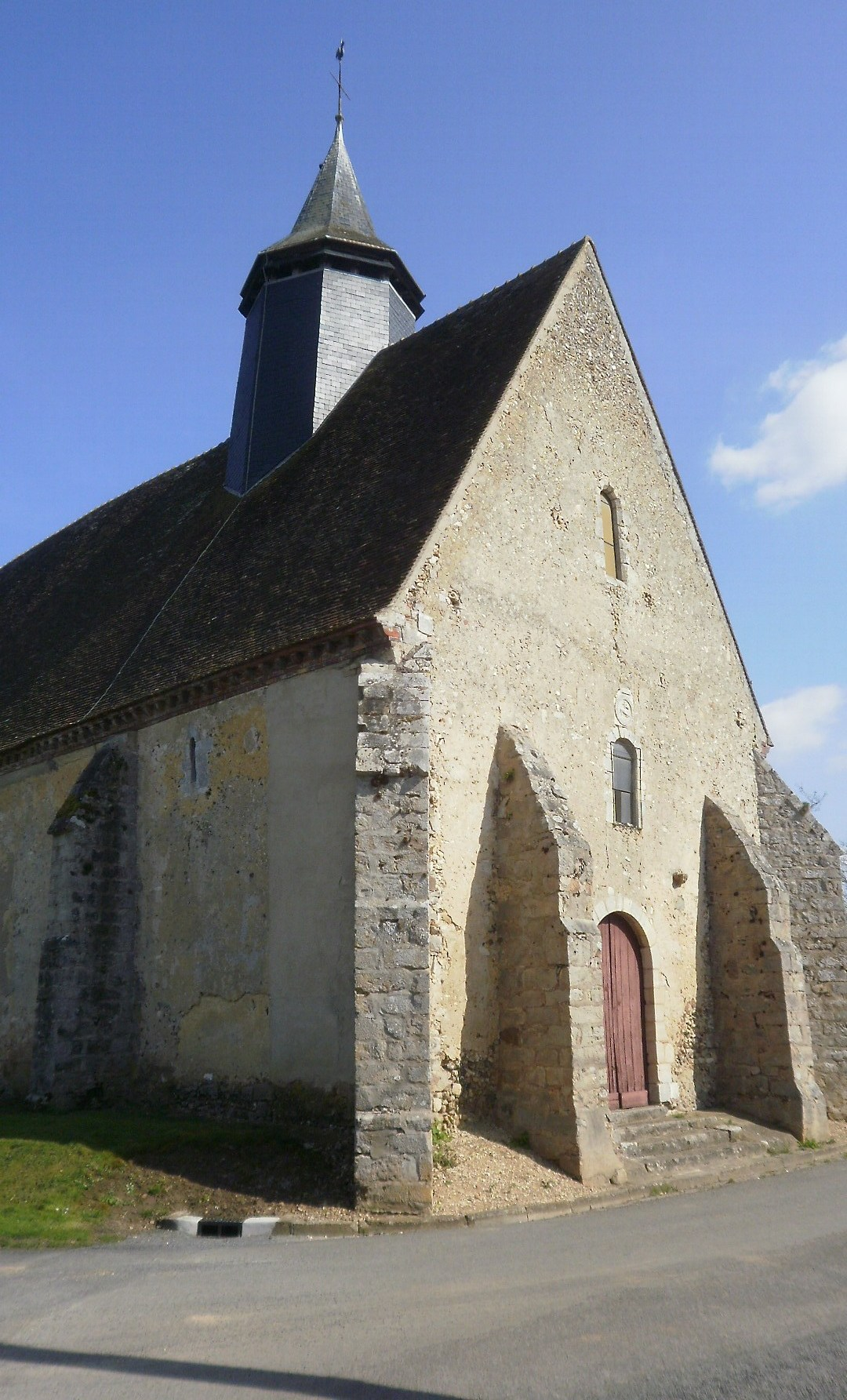
Église : façade ouest.
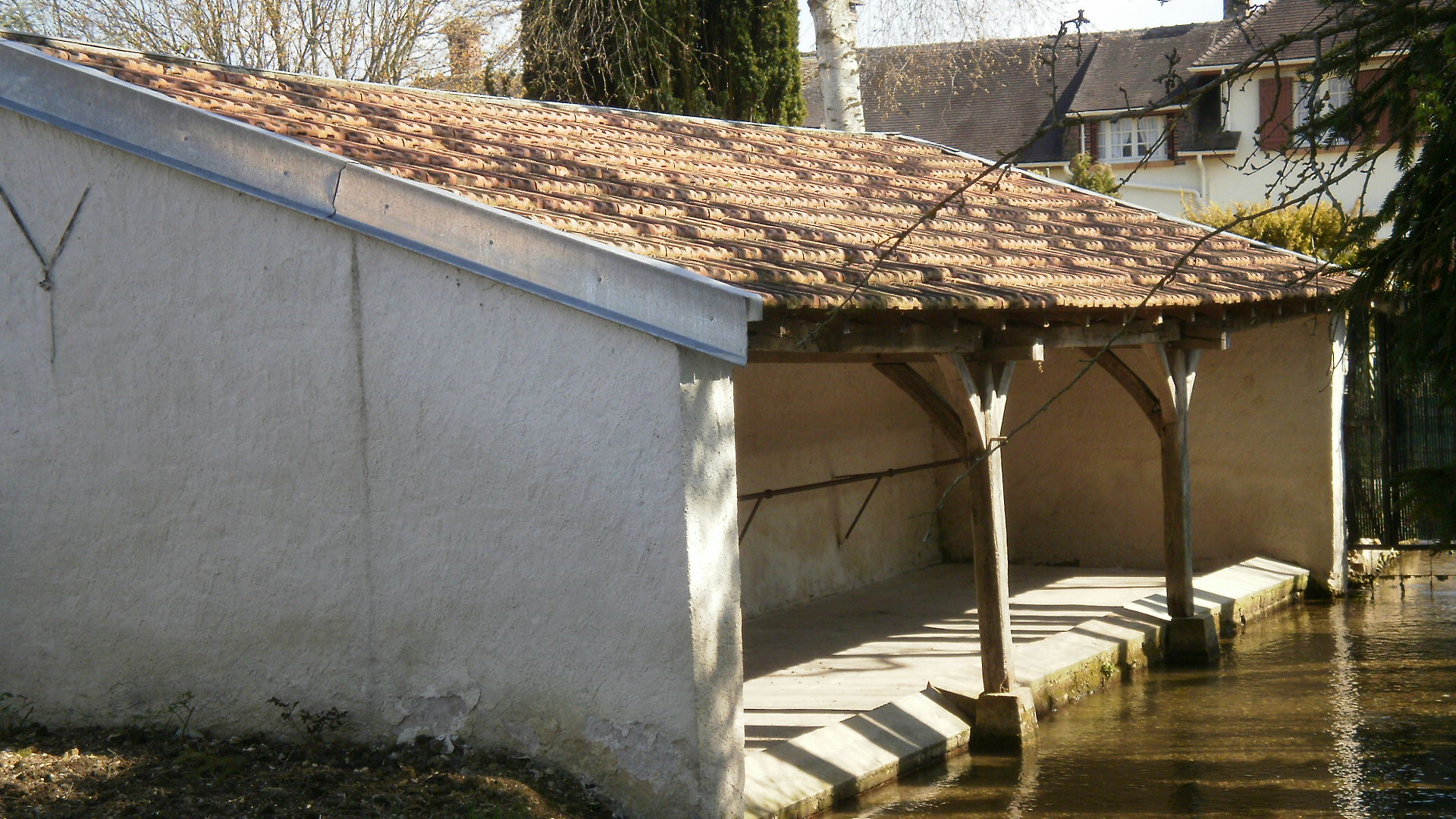
Le lavoir restauré.
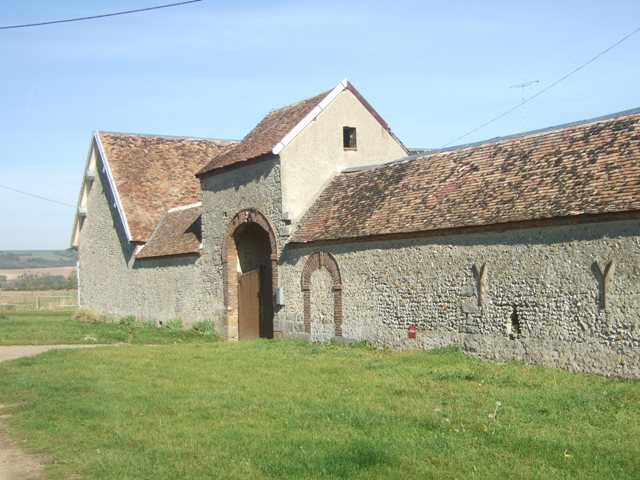
La ferme des prés.
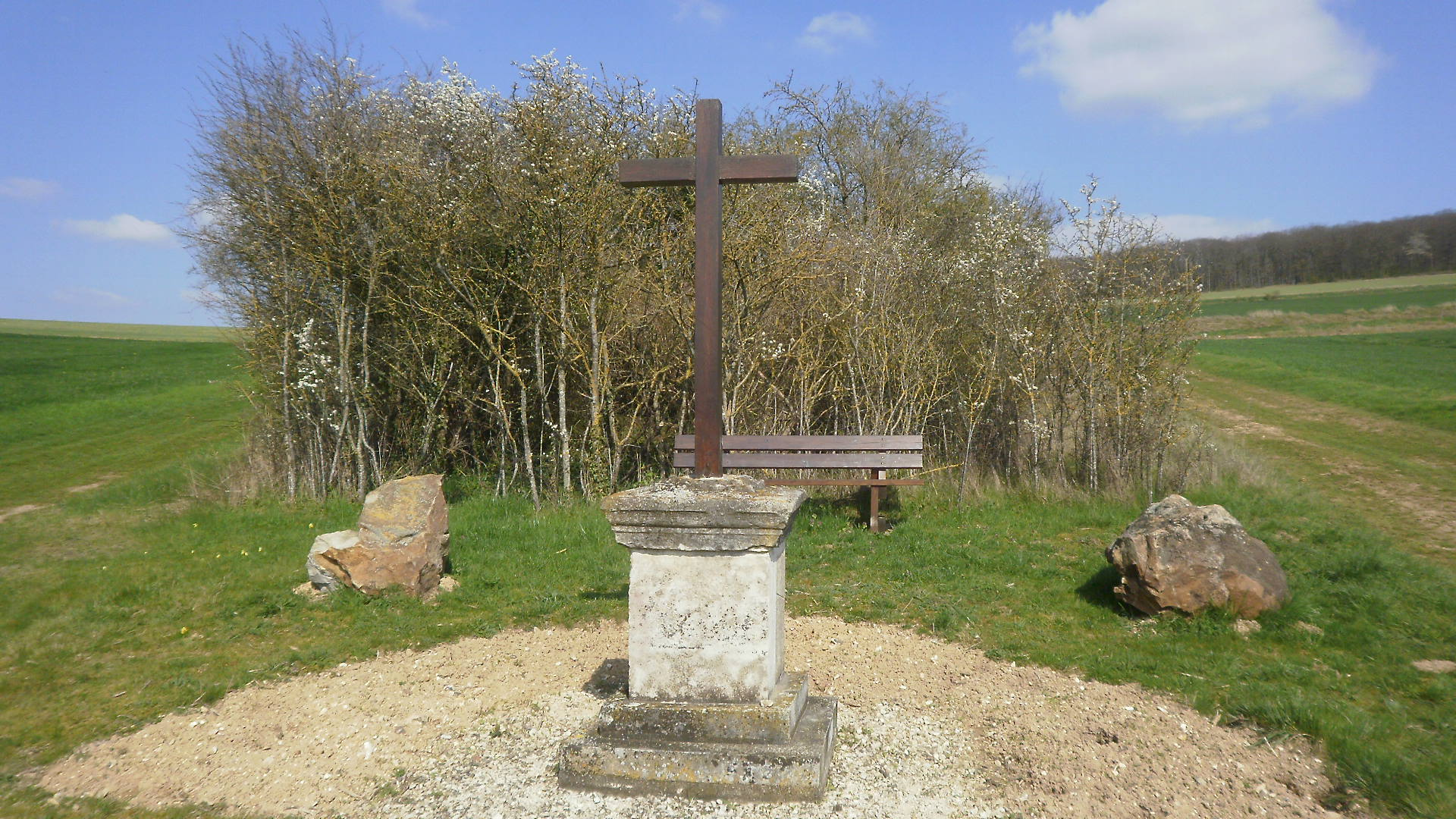
La Croix Brossée.
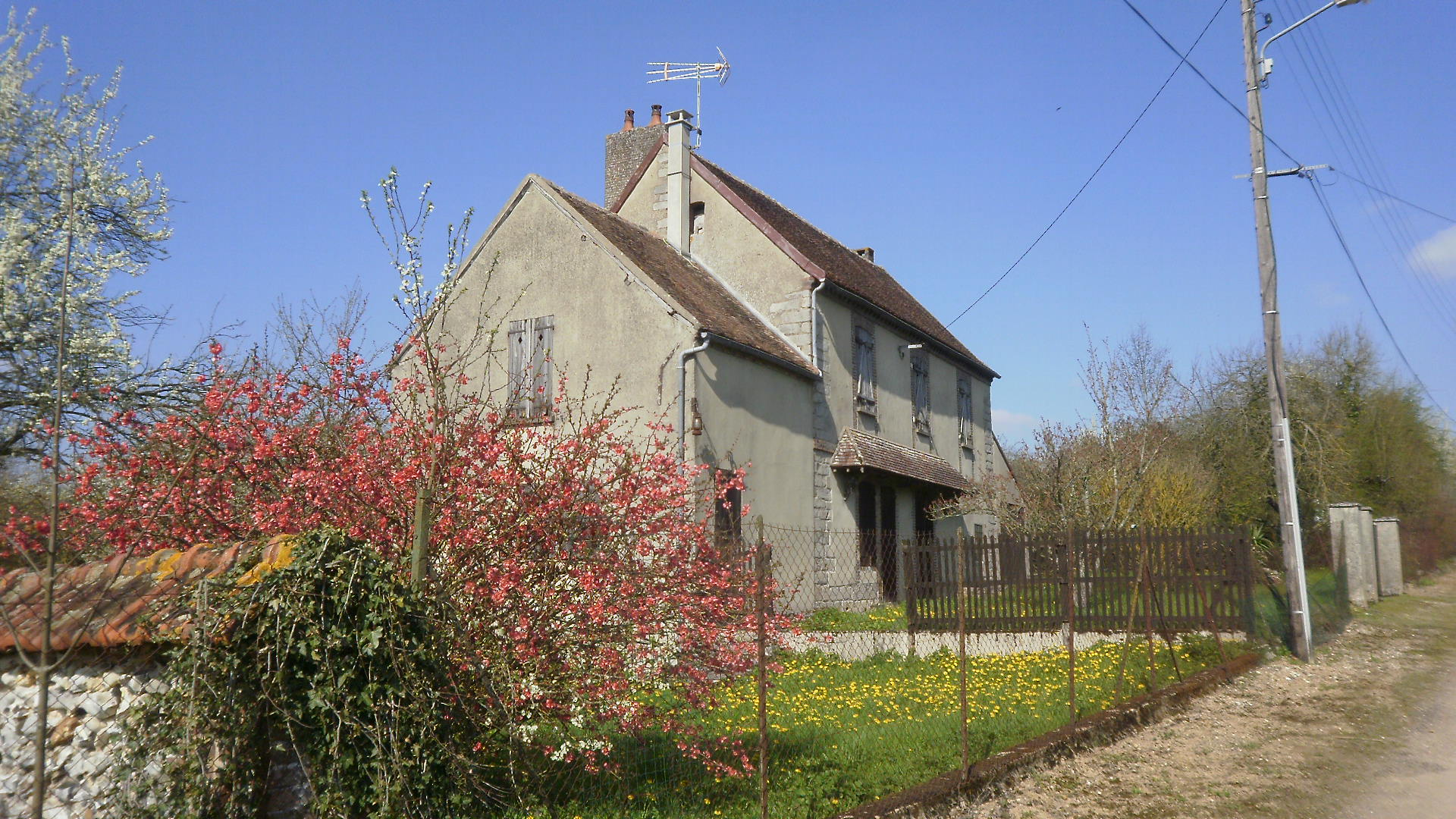
Maison de justice.
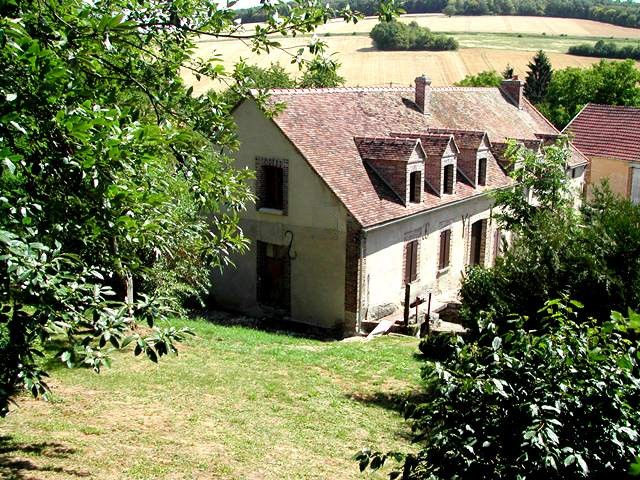
Moulin d'en haut.

## Pour approfondir